# 엘리시온

밀레투스의 헤카타이오스(Hecataeus of Miletus)의 지도: 기원전 6세기 경의 지도로 고대 그리스의 세계관을 보여준다. 원형의 대지(가이아)가 강(오케아노스)으로 둘러싸여 있다.

엘리시온(Elysion), 엘리시움(Elysium) 또는 엘리시온 평야(그리스어: Ἠλύσιον πεδίον, Ēlýsion pedíon, 엘리시온 페디온, Elysian Fields)는 고대 그리스 종교와 철학의 특정 분파 또는 학파들이 오랜 시간 동안 유지해 온 사후 세계의 개념이다.
엘리시온은 하데스와는 구분되는데, 처음에는 엘리시온으로 들어갈 자격이 있는 사람은 신과 관련이 있는 사람들과 영웅들이었다. 나중에는 신에 의해 선택된 자들, 바르게 산 자들, 영웅적인 행위를 한 자들로 범위가 넓혀졌는데, 이들은 사후에 엘리시온에서 축복되고 행복한 삶을 살며 삶 속에서 즐겼던 일 또는 직업을 계속 마음껏 즐기며 산다고 생각되었다. 호메로스(기원전 8세기경)에 따르면 엘리시온 평야는 대지(가이아) 전체를 둘러싸고 있는 강인 오케아노스에 면한 서쪽 가장자리에 있었다. 헤시오도스(기원전 7세기경)의 시대에서 엘리시온은 서쪽 바다에 있는 행운의 섬(Fortunate Isles) 또는 축복받은 자들의 섬(Isles of the Blessed)이라 알려져 있었다. 축복받은 자들의 섬은 처음에는 복수 개의 섬이었는데 테베의 시인 핀다로스에 의해 한 개의 섬이 되었다. 그는 이 섬에는 그늘이 드리워진 공원들이 있는데 이 섬의 거주자들은 이 공원들에서 음악과 운동 등의 취미 생활을 한다고 하였다.
엘리시온의 지배자가 누구인가에 대해서는 저자에 따라 견해가 다르다. 핀다로스와 헤시오도스는 크로노스가 엘리시온의 지배자인 것으로 말하고 있다. 반면 호메로스는 자신의 저서 《오디세이아》에서 후에 현명하고 공정한 왕의 대명사가 된 그리스 신화의 지혜로운 왕인 라다만티스가 엘리시온에 거주하고 있다고 하였다.

## 같이 보기
- 타르타로스
- 폴크방
- 기믈레
- 천국
- 유토피아
- 발리노르